# Simulium akopi
Simulium akopi es una especie de insecto del género Simulium, familia Simuliidae, orden Diptera.
Fue descrita científicamente por Chubareva & Kachvoryan en 2000.